# ريتش تومسون (لاعب كرة قاعدة أسترالي)
ريتش تومسون (بالإنجليزية: Rich Thompson)‏ هو لاعب كرة قاعدة أسترالي، ولد في 1 يوليو 1984 في Hornsby, New South Wales ‏ في أستراليا.

## وصلات خارجية
- ريتش تومسون على موقع دوري كرة القاعدة الرئيسي (الإنجليزية)
- ريتش تومسون على موقع دوري أستراليا لكرة القاعدة (الإنجليزية)
- ريتش تومسون على موقعبيزبول رفرنس.كوم (الدوري الرئيسي) (الإنجليزية)
- ريتش تومسون على موقعبيزبول رفرنس.كوم (الدوري الثانوي) (الإنجليزية)
- ريتش تومسون على موقع إي إس بي إن.كوم (أم.أل.بي) (الإنجليزية)
- ريتش تومسون على موقع مشجعي الرسوم البيانية (الإنجليزية)
- ريتش تومسون على موقع أوليمبيديا (الإنجليزية)